# Marcel Schmelzer
Marcel Schmelzer (Magdeburg, 22. siječnja 1988.) bivši je njemački nogometaš i nacionalni reprezentativac. Igrao je na poziciji lijevog beka.

## Karijera

### Klupska karijera
Schmelzer je profesionalnu nogometnu karijeru započeo u Borussiji Dortmund debitiravši za klub 9. kolovoza 2008. u prvom kolu njemačkog kupa protiv Rot-Weiss Essena. Već sljedeći tjedan igrač je odigrao prvu bundesligašku utakmicu protiv Bayer Leverkusena.
Kao standardan igrač Borussije tijekom sezone 2010./11., Marcel Schmelzer je odigrao sve prvenstvene utakmice a klub je u konačnici osvojio Bundesligu. Zbog ozljede je propustio početak sljedeće sezone kada je klub uspio obraniti naslov njemačkog prvaka. Iste godine Borussija je osvojila i nacionalni kup čime je Schmelzer osvojio tri trofeja u dvije godine.

### Reprezentativna karijera
Schmelzer je kao član njemačke U21 reprezentacije osvojio europsko prvenstvo 2009. godine te je odigrao posljednjih pet minuta finala u kojem je Njemačka porazila Englesku s visokih 4:0.
Igrač je za seniorsku reprezentaciju debitirao 2010. te je njen član na Europskom prvenstvu u Ukrajini i Poljskoj 2012.

## Osvojeni trofeji

### Klupski trofeji
| Klub              | Trofej     | Godina   |
| Njemačka          | Njemačka   | Njemačka |
| ----------------- | ---------- | -------- |
| Borussia Dortmund | Bundesliga | 2011.    |
| Borussia Dortmund | Bundesliga | 2012.    |
| Borussia Dortmund | DFB-Pokal  | 2012.    |

### Reprezentativni trofeji
| Turnir   | Trofej   | Godina   |
| Njemačka | Njemačka | Njemačka |
| -------- | -------- | -------- |
| EURO U21 | Zlato    | 2009.    |

## Vanjske poveznice
- Profil igrača na Fussballdaten.de
- Profil igrača na National Football Teams.com
- Profil igrača na Transfermarkt.de  Arhivirana inačica izvorne stranice od 11. ožujka 2010. (Wayback Machine)
- UEFA.com  Arhivirana inačica izvorne stranice od 4. svibnja 2011. (Wayback Machine)